# Fカップの憂うつ
『Fカップの憂うつ』（Fカップのゆううつ、原題：Slums of Beverly Hills）は、1998年の映画。日本ではビデオスルーとなった。

## ストーリー
Fカップであることに嫌気が差しているヴィヴィアンとその家族がやってきたビバリーヒルズで騒動を巻き起こす。

## キャスト
- ヴィヴィアン - ナターシャ・リオン
- 父 - アラン・アーキン
- リタ - マリサ・トメイ
- ベル・アブラモウィッツ - リタ・モレノ

## 評価
レビュー・アグリゲーターのRotten Tomatoesでは62件のレビューで支持率は81%、平均点は7.00/10となリ、「暖かく、リアルで、陽気」と評している。Metacriticで22件のレビューを基に加重平均値が69/100となった。

## ノミネート
- ALMA　クロスオーヴァー・ロールの長編映画における優秀女優賞（リタ・モレノ）
- アメリカン・コメディ・アワード　アメリカ映画の中で最も面白い助演女優賞（マリサ・トメイ）
- シカゴ映画批評家協会賞　最も有望な女優賞（ナターシャ・リオン）

## 参照
1. ↑  "Slums of Beverly Hills". Rotten Tomatoes (英語). Fandango Media. 2023年8月23日閲覧。
2. ↑  "Slums of Beverly Hills" (英語). Metacritic. Red Ventures. 2023年8月23日閲覧。